# Gelastocoridae
Gelastocoridae Kirkaldy, 1897, è una famiglia di insetti acquatici Nepomorfi (ordine Rhynchota, sottordine Heteroptera). Per il loro aspetto sono chiamati comunemente, dagli anglosassoni, toad bugs ("cimici rospo").

## Descrizione
Insetti di dimensioni medio-piccole, hanno un corpo lungo 6-10 mm, di profilo ovoidale, con tegumento scabroso, a volte di aspetto verrucoso, con capo largo quanto il protorace.
Il capo è largo, con profilo triangolare visto anteriormente; ha occhi grandi e prominenti ed è in genere fornito di ocelli. Le antenne, composte di quattro segmenti, sono brevi e non visibili alla vista dall'alto e nascoste in fossette nella parte inferiore del capo, sotto gli occhi. Il rostro è robusto, formato da 4 segmenti, e breve e in posizione non supera le coxe anteriori.
Il torace mostra un pronoto largo seguito da un mesoscutello triangolare e grande. Le ghiandole odorifere metatoraciche sono ben sviluppate nei Gelastocorinae e assenti nei Nerthrinae. Si riscontrano vari livelli di sviluppo della ali, con emielitre spesso ben sviluppate e differenziate in corio, clavo e membrana nei Gelastocorinae, ridotte alla parte sclerificata nella maggior parte dei Nerthrinae. Le specie capaci di volare sono comunque poche. Nei Nerthrini le emielitre sono spesso fuse lungo il margine mediale. Le zampe anteriori sono raptatorie ed hanno i femori particolarmente ingrossati, quelle medie e posteriori sottili. I tarsi sono composti da un segmento nelle zampe anteriori e medie, da tre nelle posteriori.
L'addome dei maschi ha gli ultimi uriti asimmetrici; asimmetriche sono anche le armature genitali maschili, a causa della forte riduzione del paramero sinistro.

## Habitat e biologia
Insetti dalle abitudini gregarie e semiacquatici, si rinvengono in svariati habitat che in generale presentano una certa umidità. Colonizzano in genere i substrati fangosi di specchi d'acqua e fiumi, di fosse e canali, ma specie di Nerthra sono talvolta rinvenute in materiale organico in decomposizione, come le lettiere forestali, il letame e altri detriti.
Sono predatori, a spese di altri Artropodi, ma al pari di molti altri Rincoti acquatici o semiacquatici, si nutrono spesso anche di animali morti. Si muovono con agilità, correndo e saltando.

## Sistematica e diffusione
La famiglia comprende 103 specie ripartite fra tre generi. È diffusa in tutte le regioni zoogeografiche della Terra ad eccezione della Regione Paleartica. La maggior parte delle specie si rinviene nelle regioni tropicali del continente americano, dell'Australia e nella Melanesia, talvolta associata alla foresta pluviale.
L'albero tassonomico è composto da due sottofamiglie:
- Gelastocorinae, comprendente i generi Gelastocoris e Montandonius
- Nerthrinae, comprendente il genere Nerthra.